# Zero Regio

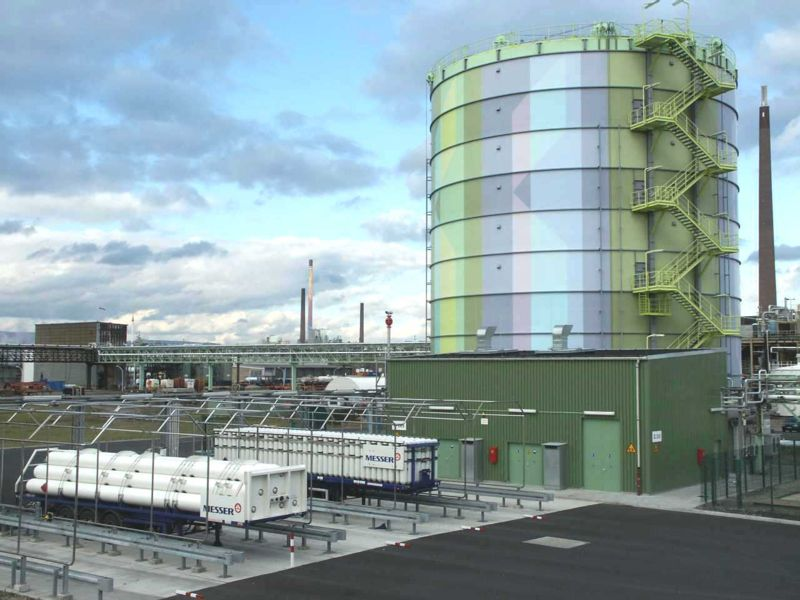
Hydrogencenter Höchst

Zero Regio è un progetto multilaterale ed integrato che si propone di sviluppare un sistema di trasporti basato su vetture alimentate con celle di combustibile all'idrogeno in Italia e Germania.
Nell'ambito del 6th Framework Programme della Commissione europea è stata finanziata una infrastruttura di distribuzione per rifornire una flotta di vetture alimentate ad idrogeno nelle regioni del Rhein-Main Region ed in Lombardia con la partecipazione di diverse aziende ed istituzioni di quattro paesi membri dell'Unione europea.
I risultati e le esperienze acquisiti dai test dovranno consentire di conseguire l'obiettivo posto dalla Commissione Europea di avere un 5% di vetture alimentato dall'idrogeno per il 2020.